# ألن سانشيز (ملاكم)
ألن سانشيز (بالإنجليزية: Alan Sanchez)‏ مواليد 26 فبراير 1991، هو ملاكم محترف مكسيكي يصنف ضمن فئة وزن الوسط.

## إحصائيات
خاض خلال مسيرته 22 نزالا، فاز في 18 وتعادل في 1 وخسر في 3. فاز بالضربة القاضية في 8 نزالات.

## روابط خارجية
- ألن سانشيز على موقع بوكس ريك (الإنجليزية) (registration required)